# Мі-38
Мі-38 — російський багатоцільовий вертоліт середньої дальності. Початок серійного виробництва Мі-38 був запланований на 2015 рік. Серійне виробництво мало здійснюватися на Казанському вертолітному заводі.

## Історія створення і виробництва
Мі-38 спроєктований для заміни парку вертольотів Мі-8 і Мі-17. Спочатку машина проєктувалася для сертифікації та продажу на західному ринку, тому Мі-38 має багато прогресивних особливостей, таких як: скляна кабіна для двох пілотів, електрична система управління і широке використання композитних матеріалів, в тому числі в несучому і хвостовому гвинтах.
Первісна силова установка складається з двох турбовальних двигунів Климова ТБ-7-117В потужністю на валу 1753 квт (2350 к.с.), Однак можуть бути встановлені двигуни PW127TS компанії «Пратт енд Уїтні Кенада». Розроблено кілька варіантів Мі-38, включаючи військовий допоміжний і спеціальний, пасажирський на 32 пасажири, спеціалізований вантажний з тросовим буксируванням, санітарний і варіант для повітряного спостереження.

## Світові рекорди

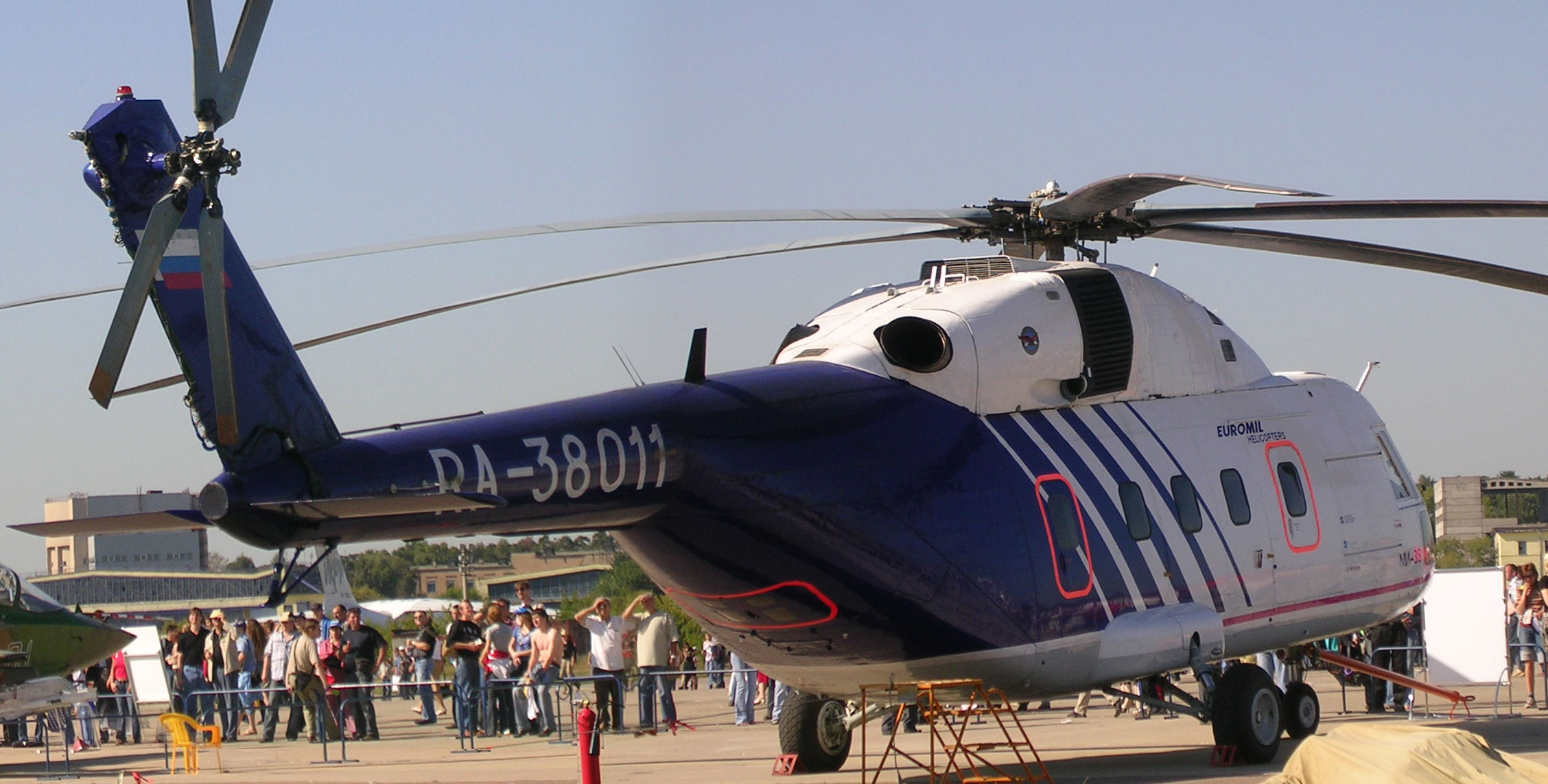
Мі-38 на авіасалоні МАКС

- На XIV чемпіонаті з вертолітного спорту, який проходив з 22 по 26 серпня 2012 року на підмосковному аеродромі, льотчики-випробувачі Московського вертолітного заводу на Мі-38 подолали висоту в 8600 метрів і встановили новий світовий рекорд висоти в класі E-1h, категорія FAI для вертольотів злітною масою від 10 до 20 тонн.